# La Anunciación (El Greco, copias del lienzo de Toledo-Ohio)
Existen varias versiones de La Anunciación —obras del Greco— derivadas de La Anunciación (Toledo-Ohio). Son de mayor o menor calidad, dependiendo de cual fuera la intervención del Greco o de su taller. Según el catálogo razonado realizado por Harold Wethey, los lienzos con las referencias 42-A, 42-B, 42-C, 43 y 44-A son los de mejor calidad, mientras que en el resto es más evidente la participación de Jorge Manuel Theotocópuli o la del taller del Greco.

## Introducción
Las Anunciaciones cuyo prototipo parece ser el lienzo de Toledo (Ohio) se diferencian de las anteriores obras de La Anunciación (etapa italiana) en varios aspectos:
- Mayor dinamismo, a la vez que se simplifican los elementos figurativos, buscando su esencia.
- Mayor énfasis en las figuras: la Virgen aparece en primer plano y el arcángel Gabriel está muy próximo a ella.
- Profundización en el significado del evento.
- No hay indicaciones ambientales aparte del reclinatorio, porque la cesta de labores y el florero —ausentes en la etapa italiana— son elementos simbólicos.
- Son obras de tamaño medio, y todas ellas tienen alguna intervención del taller.[1]

## Análisis de las obras
La Virgen se vuelve sorprendida hacia Gabriel, que irrumpe vertiginosamente en la escena, ya que tiene las alas en alto, y tiene levantados tanto los pliegues de sus mangas como los de la túnica. La figura retirada de María y el movimiento del arcángel producen una sensación de dinamismo, que traduce la agitación espiritual de ambos personajes.

### Versión del Museo de Bellas Artes de Budapest

#### Datos técnicos y registrales
- Museo de Bellas Artes de Budapest, n º de inventario: 3537; [3]
- Pintura al óleo sobre lienzo;
- Dimensiones; 91 x 67 cm, según Wethey  (91 × 66,5 cm, según el museo);
- Datación: 1595-1600; (ca. 1600, según el museo);
- Catálogo de Wethey, n º. 42-A. Tiziana Frati le da la referencia 126-b.[4]

#### Descripción de la obra
En la estancia hay nubes y luces centelleantes que hacen que los objetos que rodean a María— el reclinatorio, un libro abierto como un abanico, una cesta de labores y un florero— parezcan fuera del espacio real, y llenos de un significado místico. El ropaje de la Virgen tiene una forma un tanto vistosa, que resalta su pequeña cabeza y su rostro estrecho y transfigurado, haciéndola aparecer más lejos del espectador y más cerca del mensajero celestial. Este lienzo es muy similar al original de Toledo (Ohio). Como en otros casos, la Virgen lleva una túnica rosa y un manto azul.

#### Procedencia
1. Posiblemente Barón Taylor (venta en París, 24-26 de febrero de 1880, número 23);
2. Marqués de Rochefort, París;
3. Comprado por el Museo a Franz Kleinberger en París en 1907.

### Versión del Museo de arte Ohara

#### Datos técnicos y registrales
- Kurashiki (Japón) Museo de arte Ohara;[7]
- Pintura al óleo sobre lienzo;
- Dimensiones: 109 x 80 cm, según Wethey (109,1 × 80,2 cm, según el museo);
- Datación: hacia 1610, según Wethey (ca. 1590-1603, según el museo);
- Catálogo de Wethey, n º. 42-B. Tiziana Frati le da la referencia 126-c.

#### Descripción de la obra
Este lienzo es muy similar a la variante de Budapest. Como en los otros casos, la Virgen lleva una túnica rosa y un manto azul. El nimbo con doce estrellas alrededor de la cabeza de la Virgen deriva de la iconografía tradicional de la Inmaculada Concepción, y sin duda es una adición posterior, porque ni el Greco ni su taller representaron nunca este tipo de aureolas en sus Anunciaciones.

#### Procedencia
1. Dalborgo de Primo, Madrid;
2. Marqués de Pidal, Madrid (1908);
3. Goupil, París;
4. Berheim Jeune, París (1922);
5. Torajiro Kojima.[9]

### Versión de una colección privada
- Pintura al óleo sobre lienzo;
- Dimensiones: 60 × 84 cm;
- colección privada, Madrid;
- Catálogo de Wethey, n º. 42-C.

Según Harold Wethey, esta es una versión pequeña pero buena del lienzo en Toledo, Ohio, pero no da más información.

### Versión de la Catedral de Santa María de Sigüenza
Catálogo de Wethey, número 43.
En el siguiente enlace, se encontrará la debida información sobre esta versión:
- La Anunciación (El Greco, Sigüenza)·

### Versión originariamente para el Hospital de Tavera
Catálogo de Wethey, número 44-A.
En el siguiente enlace, se encontrará la debida información sobre esta versión:
- La Anunciación (El Greco, retablos del Hospital Tavera)

### Versión del Museo de Arte de São Paulo
Catálogo de Wethey, referencia X-20.
En el siguiente enlace, se encontrará la debida información sobre esta versión:
- La Anunciación (Museo de Arte de São Paulo)

### Versión del Museo de Santa Cruz, Toledo

#### Datos técnicos y registrales
- Pintura al óleo sobre lienzo;
- Dimensiones: 109 × 64 cm;
- Datación: hacia 1620-1625;
- Catálogo de Wethey, referencia X-23.

#### Comentario sobre la obra
Es la única variante conocida de la Anunciación de Sigüenza, repitiendo la posición del jarrón en la izquierda, pero con variaciones con respeto a este lienzo, especialmente en el fondo de la composición. Söhner atribuye este lienzo a Jorge Manuel y al taller del Greco.
Para Wethey, se trata de una obra de poca consideración, de la escuela del Greco. Con respecto al lienzo de Sigüenza, este autor señala la supresión de las cabezas de los querubines. Se transparenta la imprimación rojiza, lo cual da a esta pintura una tonalidad amarronada.

#### Procedencia
1. San Nicolás, Toledo.
2. Museo de San Vicente, Toledo.

### Otras versiones
Las obras que constan en el catálogo razonado realizado por Harold Wethey, con las referencias X-21, X-22 y desde la X-25 a la X-30 inclusive son —según este autor— de poca calidad, o ilocalizables.